# AJUBA
AJUBA (англ. Ajuba LIM protein) – білок, який кодується однойменним геном, розташованим у людей на короткому плечі 14-ї хромосоми. Довжина поліпептидного ланцюга білка становить 538 амінокислот, а молекулярна маса — 56 934.
| 10         |  | 20         |  | 30         |  | 40         |  | 50         |
| ---------- |  | ---------- |  | ---------- |  | ---------- |  | ---------- |
| MERLGEKASR |  | LLEKFGRRKG |  | ESSRSGSDGT |  | PGPGKGRLSG |  | LGGPRKSGPR |
| GATGGPGDEP |  | LEPAREQGSL |  | DAERNQRGSF |  | EAPRYEGSFP |  | AGPPPTRALP |
| LPQSLPPDFR |  | LEPTAPALSP |  | RSSFASSSAS |  | DASKPSSPRG |  | SLLLDGAGAG |
| GAGGSRPCSN |  | RTSGISMGYD |  | QRHGSPLPAG |  | PCLFGPPLAG |  | APAGYSPGGV |
| PSAYPELHAA |  | LDRLYAQRPA |  | GFGCQESRHS |  | YPPALGSPGA |  | LAGAGVGAAG |
| PLERRGAQPG |  | RHSVTGYGDC |  | AVGARYQDEL |  | TALLRLTVGT |  | GGREAGARGE |
| PSGIEPSGLE |  | EPPGPFVPEA |  | ARARMREPEA |  | REDYFGTCIK |  | CNKGIYGQSN |
| ACQALDSLYH |  | TQCFVCCSCG |  | RTLRCKAFYS |  | VNGSVYCEED |  | YLFSGFQEAA |
| EKCCVCGHLI |  | LEKILQAMGK |  | SYHPGCFRCI |  | VCNKCLDGIP |  | FTVDFSNQVY |
| CVTDYHKNYA |  | PKCAACGQPI |  | LPSEGCEDIV |  | RVISMDRDYH |  | FECYHCEDCR |
| MQLSDEEGCC |  | CFPLDGHLLC |  | HGCHMQRLNA |  | RQPPANYI   |  |            |

A: Аланін

C: Цистеїн

D: Аспарагінова кислота

E: Глутамінова кислота

F: Фенілаланін

G: Гліцин

H: Гістидин

I: Ізолейцин

K: Лізин

L: Лейцин

M: Метіонін

N: Аспарагін

P: Пролін

Q: Глутамін

R: Аргінін

S: Серин

T: Треонін

V: Валін

Кодований геном білок за функціями належить до репресорів, фосфопротеїнів. 
Задіяний у таких біологічних процесах, як клітинна адгезія, транскрипція, регуляція транскрипції, клітинний цикл, РНК-залежне заглушення генів, альтернативний сплайсинг. 
Білок має сайт для зв'язування з іонами металів, іоном цинку. 
Локалізований у клітинній мембрані, цитоплазмі, цитоскелеті, ядрі, мембрані, клітинних контактах.